# Folie douce (film, 1941)
Pour les articles homonymes, voir Folie douce.
Pour plus de détails, voir Fiche technique et Distribution.
Folie douce (Love Crazy) est un film américain réalisé par Jack Conway, sorti en 1941 aux États-Unis.

## Synopsis
Steve et Susan Ireland s’apprêtent à fêter leur quatrième anniversaire de mariage selon un rituel bien à eux lorsque la mère de Susan arrive pour leur faire le cadeau d'un tapis, et se foule la cheville en glissant dessus. Pour éviter de passer la soirée avec sa belle-mère, Steve s'arrange avec une voisine, et ancienne conquête qu'il vient de retrouver dans le même immeuble, pour s'évader. Quand Susan revient, sa mère lui apprend la nouvelle, ce qui la rend folle de jalousie. Elle décide de demander le divorce.

## Fiche technique
- Titre : Folie douce
- Titre original : Love Crazy
- Réalisation : Jack Conway
- Scénario : William Ludwig, Charles Lederer et David Hertz
- Chef-opérateur : Ray June
- Production : Pandro S. Berman
- Musique : David Snell
- Montage : Ben Lewis
- Direction artistique : Cedric Gibbons
- Société de production : Metro-Goldwyn-Mayer
- Pays de production : États-Unis
- Format : Noir et blanc - 35 mm - 1,37:1 - Son : Mono (Western Electric Sound System)
- Genre : Comédie romantique
- Durée : 99 minutes
- Dates de sortie : 
  - États-Unis : 23 mai 1941
  - France : 16 juin 1947

## Distribution
- William Powell : Steve Ireland
- Myrna Loy : Susan Ireland
- Gail Patrick : Isobel Kimble Grayson
- Jack Carson : Ward Willoughby
- Florence Bates : Mme Cooper
- Sidney Blackmer : George Renny (avocat)
- Sig Ruman : Dr Wuthering
- Vladimir Sokoloff : Dr David Klugle
- Donald MacBride : 'Pinky' Grayson
- Sara Haden : Mlle Cecilia Landis
- Kathleen Lockhart : Mme Bristol
- Fern Emmett : Martha (servante des Ireland)
- Joseph Crehan : Juge
- George Meeker : DeWest (avocat)
- Clarence Muse : Robert (employé de vestiaire à la fête)
- Elisha Cook Jr : Joe (garçon d'ascenseur)

Acteurs non crédités :
- Mahlon Hamilton : invité de la fête
- Douglas Wood : docteur à l'audition de santé

## Autour du film
- Tournage du 3 février 1941 au 2 avril 1941[1].
- William Powell reprit son rôle dans une adaptation radiophonique du film le 5 octobre 1942 avec l'actrice Hedy Lamarr[2].
- Quatorzième film du duo William Powell-Myrna Loy et le deuxième de la même année avec L'Ombre de l'Introuvable.
- Le sujet du divorce qui était abordé dans le film était en phase avec la vie personnelle de Myrna Loy qui avait entamé le sien avec Arthur Hornblow Jr, pendant le tournage[3].
- La MGM engrangea un profit de 1 335 000 dollars aux Etats-Unis et au Canada et 725 000 dollars dans le reste du monde[4].
- Arborant une moustache depuis le début de sa carrière, William Powell la rasa pour la première fois dans la séquence où il apparaît en travesti.
- Le film appartient au genre de la comédie de remariage décrit par Stanley Cavell[5],[6].
- Le magazine Variety désigna le film comme une comédie maritale[7].